# Longview (Texas)
Longview es una ciudad ubicada en el condado de Gregg en el estado estadounidense de Texas. En el Censo de 2010 tenía una población de 80.455 habitantes y una densidad poblacional de 556,72 personas por km².

## Geografía
Longview se encuentra ubicada en las coordenadas 32°31′10″N 94°45′53″O / 32.51944, -94.76472. Según la Oficina del Censo de los Estados Unidos, Longview tiene una superficie total de 144.52 km², de la cual 144.24 km² corresponden a tierra firme y (0.19%) 0.27 km² es agua.

## Demografía
Según el censo de 2010, había 80.455 personas residiendo en Longview. La densidad de población era de 556,72 hab./km². De los 80.455 habitantes, Longview estaba compuesto por el 63.32% blancos, el 22.94% eran afroamericanos, el 0.54% eran amerindios, el 1.35% eran asiáticos, el 0.05% eran isleños del Pacífico, el 9.49% eran de otras razas y el 2.31% pertenecían a dos o más razas. Del total de la población el 17.97% eran hispanos o latinos de cualquier raza.

## Educación
El Distrito Escolar Independiente de Longview gestiona escuelas públicas.